# مالین فلیک
مالین فلیک (انگلیسی: Malin Flink؛ زادهٔ ۴ سپتامبر ۱۹۷۴) بازیکن فوتبال اهل سوئد است.
وی همچنین در تیم ملی فوتبال زنان سوئد بازی کرده‌است.